# La vida y la muerte me están desgastando
La vida y la muerte me están desgastando (chino simplificado: 生死疲劳; chino tradicional: 生死疲勞; pinyin: shēngsǐ píláo) es una novela histórica de 2006 del escritor chino Mo Yan, premio Nobel de literatura en 2012. El libro explora el desarrollo de China durante la segunda mitad del siglo XX a través de los ojos de un noble y generoso terrateniente que es asesinado y reencarnado como varios animales de granja en la China rural. Ha recibido elogios de la crítica y fue el ganador del Premio inaugural Newman para literatura china en 2009.

## Trama
El protagonista de la historia es Ximen Nao, un benevolente y noble terrateniente en el condado de Gaomi, provincia de Shandong. Aunque conocido por su bondad hacia los campesinos, Nao se convierte en blanco de hostigamientos durante el movimiento de reforma agraria de Mao Zedong en 1948 y es ejecutado para que su tierra pueda ser redistribuida.
Tras su muerte, Nao desciende hasta el inframundo, donde el dios Yama (Enma) lo tortura para que admita sus culpa. Nao mantiene que es inocente, y como castigo Yama lo envía de vuelta a la tierra donde renace como un burro en su aldea el 1 de enero de 1950.
En reencarnaciones posteriores, tendrá que vivir como un burro, un buey, un cerdo, un perro y un mono, hasta que finalmente nace de nuevo como hombre. A través de la perspectiva de varios animales, el protagonista experimenta movimientos políticos que azotan a China bajo el gobierno del Partido Comunista, incluida la Gran Hambruna y la Revolución Cultural, hasta la víspera de año nuevo de 2000. El autor, Mo Yan, usa la autorreferencia y al final de la novela se presenta como uno de los personajes principales.

## Reacciones
La vida y la muerte me están desgastando obtuvo críticas muy favorables, aunque algunos críticos sugirieron que el estilo narrativo era a veces difícil de seguir. Jonathan Spence la describió como «una novela increíblemente visionaria y creativa, constantemente burlándose y reorganizándose y sacudiendo al lector con sus propios comentarios internos. Es la política como patología ... una historia vasta, cruel y compleja». Steven Moore de The Washington Post escribe que es «un panorama tremendamente entretenido de la historia reciente de China ... Mo Yan ofrece ideas sobre la ideología comunista y el capitalismo depredador que nosotros ignoramos. Este "pesado animal de una historia", como él lo llama, combina el atractivo de una saga familiar en el trasfondo de acontecimientos tumultuosos con el bravura técnica de la ficción innovadora».
El traductor del libro, Howard Goldblatt, lo nominó para el Premio Newman 2009 de Literatura China, y escribió que «pone una cara humana (y frecuentemente bestial) en la revolución, y está repleta del humor negro, las inserciones metaficcionales y las fantasías que los lectores de Mo Yan han llegado a esperar y disfrutar». Kirkus Book Reviews llamó a la novela «una comedia negra épica ... Esta larga historia nunca afloja, el autor despliega narrativas paralelas recogidas con destreza, y hace un uso cómico general de sí mismo como entrometido, el fraudulento hombre de carrera cuyas versiones de eventos importantes son, seguramente, muy poco confiables. Mo Yan es un mordaz satírico rabelaciano, y hay ecos de Tristam Shandy de Laurence Sterne en la plenitud alegre de esta novela».